# Gareila tenebrosa
Gareila tenebrosa är en stekelart som först beskrevs av Wesmael 1845.  Gareila tenebrosa ingår i släktet Gareila och familjen brokparasitsteklar. Arten är reproducerande i Sverige. Inga underarter finns listade i Catalogue of Life.